# アドラブル
アドラブル（Adorable）は、イギリス・コヴェントリー出身のロック・バンド。

## 来歴
前身バンド、ザ・キャンディ・シーヴズ（The Candy Thieves）のギタリスト交代を受けてバンド名を変更、アドラブルとしての活動を開始する（メンバーは全員同じ大学の同級生）。地道なライブ活動の末、1992年にクリエイションと契約。カーヴのツアー・サポートを務めた後、同年5月にファースト・シングル「Sunshine Smile」をリリースし、全英インディーズ・チャートのトップを飾る。その後にリリースされた3枚のシングルも全てインディーズ・チャートのトップ5にランクイン。
ボーカルのピョートルはエコー&ザ・バニーメンに多大な影響を受けており、プレスでも度々バニーメンをリスペクトする旨の発言をしている。その一方で、当時現れては消えていったシューゲイザー・バンド群に対して嫌悪感を表明してもいる。また、「Adorable（崇拝できる、愛らしい）」というナルシスティックなバンド名や、自信過剰とも取れる歌詞や言動から、スウェードをはじめとするネオ・グラムの一派として見られていた。
シューゲイザー・ムーブメント末期の1993年3月にファースト・アルバム『アゲンスト・パーフェクション』を発表。グランジやニュー・ウェイヴなどからの影響を匂わせる内容だったが、全英70位という結果に終わる。リスナーからは「イアン・マッカロク（エコー&ザ・バニーメンのボーカル）が歌うハウス・オブ・ラヴ」などと冷たくあしらわれ、加えてブリットポップ・ムーブメントの台頭（同時期にスウェードもファースト・アルバムをリリースしている）によりバンドへの向かい風は厳しいものだった。その後、バンドはツアーでアメリカ、ヨーロッパ、オーストラリア、日本を回った。1994年9月にセカンド・アルバム『フェイク』を発表。ファースト・アルバムでの周囲の反応をものともせず、前作と同じ作風を貫いた結果、全英チャート入りを逃す。次第にメンバーの仲とクリエイションとの関係も険悪になり、同年暮れにブリュッセルのステージ上で解散を発表。4年に満たない短い活動期間に幕を閉じた。なお、2019年に最後のライブから25周年を記念して再結成ツアーを行ったことがある。

## 評価
2008年、シューゲイザーを再評価する動きが高まる中、アルバム曲とアルバム未収録のシングル曲、B面曲を収録したベスト・アルバム『フットノーツ92-94: ベスト・オブ』がリリースされ日本流通盤も発売されるなど、バンドのキャラクターを含め、現在に至るまで一部のシューゲイザー・ファンからのカルト的な支持を集めている。

## ディスコグラフィ

### スタジオ・アルバム
- 『アゲンスト・パーフェクション』 - Against Perfection (1993年) ※全英 70位[5]
- 『フェイク』 - Fake (1994年)

### コンピレーション・アルバム
- 『フットノーツ92-94: ベスト・オブ』 - Footnotes: Best of 92–94 (2008年、Cherry Red)

### シングル
- "Sunshine Smile" (1992年)[6] ※全英 85位
- "I'll Be Your Saint" (1992年)[7] ※全英 90位
- "Homeboy" (1992年)[8] ※全英 121位
- "Sistine Chapel Ceiling" (1993年) ※全英 97位
- "Favourite Fallen Idol" (1993年)[9] ※全英 103位
- "Kangaroo Court" (1994年) ※全英 96位
- "Vendetta" (1994年) ※全英 99位